# 浦上道彦
浦上道彦（うらかみ みちひこ、1948年9月28日 - ）は日本の財務官僚。外務省在ドイツ大使館公使、関東信越国税不服審判所長などを歴任した。

## 来歴
慶應義塾大学経済学部経済学科卒業。1974年 大蔵省入省（理財局国庫課）。1979年7月10日 館山税務署長。1993年7月 関東財務局総務部長。1996年7月12日 造幣局東京支局長。1997年5月20日 外務省在ドイツ大使館参事官。1998年 外務省在ドイツ大使館公使。2001年7月13日 関東信越国税不服審判所長。2002年7月8日 財務省大臣官房付。同年7月9日 退官。同年7月23日 公営企業金融公庫理事。

## 略歴
- 1974年4月：大蔵省入省（理財局国庫課）。
- 1975年6月：日本貿易振興会（留学）。
- 1977年7月：証券局資本市場課企画係長[2]。
- 1979年7月10日：館山税務署長[2]。
- 1980年7月：国際金融局投資第一課長補佐。
- 1981年5月：外務省在ドイツ大使館二等書記官。
- 1984年4月：外務省在ドイツ大使館一等書記官。
- 1984年7月：国税庁長官官房会計課長補佐。
- 1986年6月：理財局総務課たばこ塩事業室課長補佐（総括・たばこ塩一）[4]。
- 1987年7月：東京国税局直税部次長。
- 1989年5月：日本貿易振興会チューリッヒ事務所長。
- 1992年7月：大臣官房企画官。
- 1993年7月：関東財務局総務部長。
- 1996年7月12日：造幣局東京支局長。
- 1997年5月20日：外務省在ドイツ大使館参事官。
- 1998年：外務省在ドイツ大使館公使。
- 2001年7月13日：関東信越国税不服審判所長。
- 2002年7月8日：財務省大臣官房付。
- 2002年7月9日：退官。